# Schleifenraum
Der Schleifenraum ist eine Konstruktion aus dem mathematischen Teilgebiet der Topologie, insbesondere der Homotopietheorie.

## Definition
Es sei {\displaystyle (X,x_{0})} ein punktierter topologischer Raum. Es sei {\displaystyle C([0,1],X)} der Raum aller stetigen Funktionen {\displaystyle w:[0,1]\rightarrow X}, versehen mit kompakt-offenen-Topologie. Der Schleifenraum von {\displaystyle (X,x_{0})} ist der Unterraum
{\displaystyle \Omega (X,x_{0}):=\{w\in C([0,1],X)\,\mid \,w(0)=w(1)=x_{0}\}}
mit der Teilraumtopologie.
Die „Punkte“ von {\displaystyle \Omega (X,x_{0})} sind also geschlossene Wege {\displaystyle w} mit Start- und Endpunkt {\displaystyle x_{0}}, sogenannte Schleifen an {\displaystyle x_{0}}. Daraus erklärt sich die Bezeichnung Schleifenraum.
Der Schleifenraum {\displaystyle \Omega (X,x_{0})} ist in natürlicher Weise selbst wieder ein punktierter topologischer Raum, als Basispunkt nimmt man die konstante Schleife {\displaystyle k:[0,1]\rightarrow X,k(t)=x_{0}} für alle {\displaystyle t\in [0,1]}.

## Schleifenraum als Funktor
Sind {\displaystyle (X,x_{0})} und {\displaystyle (Y,y_{0})} punktierte topologische Räume und ist  {\displaystyle f:(X,x_{0})\rightarrow (Y,y_{0})} eine stetige Abbildung, so ist durch
{\displaystyle \Omega f:\Omega (X,x_{0})\rightarrow \Omega (Y,y_{0}),w\mapsto f\circ w}
eine stetige Abbildung zwischen den Schleifenräumen erklärt. Ist {\displaystyle (Z,z_{0})} ein dritter punktierter topologischer Raum und {\displaystyle g:(Y,y_{0})\rightarrow (Z,z_{0})} stetig, so gilt offenbar 
{\displaystyle \Omega (g\circ f)=\Omega g\circ \Omega f}.
Auf diese Weise erhält man einen Funktor auf der Kategorie der punktierten topologischen Räume.

## Homotopien und Fundamentalgruppe
Eine Homotopie zwischen zwei Schleifen {\displaystyle v,w\in \Omega (X,x_{0})} ist eine stetige Abbildung
{\displaystyle H:[0,1]\times [0,1]\rightarrow X}, so dass
{\displaystyle H(s,0)=v(s)}   für alle {\displaystyle s\in [0,1]}
{\displaystyle H(s,1)=w(s)}   für alle {\displaystyle s\in [0,1]}
{\displaystyle H(0,t)=H(1,t)=x_{0}}   für alle {\displaystyle t\in [0,1]}
Das stellt man sich so vor, dass die Schleifen {\displaystyle v=H(\cdot ,0)} und {\displaystyle w=H(\cdot ,1)} durch die {\displaystyle H(\cdot ,t)} stetig ineinander „deformiert“ werden. Die letzte der genannten Bedingungen stellt sicher, dass die {\displaystyle H(\cdot ,t)} ebenfalls Schleifen an {\displaystyle x_{0}} sind. Solche Homotopien, die den Basispunkt des punktierten topologischen Raums festhalten, nennt man genauer punktierte Homotopien.
Homotopie zwischen Schleifen ist eine Äquivalenzrelation, die Menge der Äquivalenzklassen von {\displaystyle \Omega (X,x_{0})} wird oft mit {\displaystyle \pi _{1}(X,x_{0})} bezeichnet. Die Äquivalenzklasse einer Schleife {\displaystyle w} wird mit {\displaystyle [w]} bezeichnet und Homotopieklasse genannt.
Sind zwei Schleifen {\displaystyle v,w\in \Omega (X,x_{0})} gegeben, so kann daraus eine neue Schleife {\displaystyle v*w} gebildet, die zuerst {\displaystyle v} durchläuft und danach {\displaystyle w}, genauer
{\displaystyle (v*w)(t)={\begin{cases}v(2t)&{\text{ für }}t\in [0,{\textstyle {\frac {1}{2}}}]\\w(2t-1)&{\text{ für }}t\in [{\textstyle {\frac {1}{2}}},1]\end{cases}}}.
Diese Verknüpfung ist mit der Homotopie von Schleifen verträglich, induziert also eine Verknüpfung auf der Menge {\displaystyle \pi _{1}(X,x_{0})} der Homotopieklassen: {\displaystyle [v]*[w]:=[v*w]}. Man kann zeigen, dass diese Verknüpfung  {\displaystyle \pi _{1}(X,x_{0})} zu einer Gruppe macht, die man die Fundamentalgruppe von {\displaystyle (X,x_{0})} nennt, neutrales Element ist {\displaystyle [k]}, die Homotopieklasse der konstanten Schleife. Der Schleifenraum selbst ist mit der Verknüpfung * keine Gruppe, es ist also notwendig, zu den Homotopieklassen überzugehen.

## Beziehung zur Einhängung
Die Einhängung {\displaystyle \Sigma (X,x_{0})} des punktierten topologischen Raums {\displaystyle (X,x_{0})} ist als Quotientenraum
{\displaystyle \Sigma (X,x_{0})=(X\times [0,1])/(X\times \{0\}\cup X\times \{1\}\cup \{x_{0}\}\times [0,1])}
definiert, {\displaystyle q:X\times [0,1]\rightarrow \Sigma (X,x_{0})} sei die Quotientenabbildung, wobei wie üblich das Bild von {\displaystyle X\times \{0\}\cup X\times \{1\}\cup \{x_{0}\}\times [0,1]} als Basispunkt in {\displaystyle \Sigma (X,x_{0})} genommen wird.
Es sei {\displaystyle (Y,y_{0})} ein weiterer punktierter topologischer Raum. Zu einer stetigen Abbildung 
{\displaystyle f:\Sigma (X,x_{0})\rightarrow (Y,y_{0})}
erhält man eine stetige Abbildung 
{\displaystyle f\circ q:X\times [0,1]\rightarrow Y}
und damit eine stetige Abbildung 
{\displaystyle {\tilde {f}}:(X,x_{0})\rightarrow \Omega (Y,y_{0}),\,({\tilde {f}}(x))(t):=(f\circ q)(x,t),\quad x\in X,t\in [0,1]}.
Da {\displaystyle (x,0)} und {\displaystyle (x,1)} unter {\displaystyle q} auf den Basispunkt von {\displaystyle \Sigma (X,x_{0})} abgebildet werden und {\displaystyle f} Basispunkte erhält, ist  {\displaystyle (f\circ q)(x,0)=(f\circ q)(x,1)=y_{0}}, das heißt {\displaystyle {\tilde {f}}(x)} ist tatsächlich ein Element des Schleifenraums {\displaystyle \Omega (Y,y_{0})}.
Wir erhalten somit eine bijektive Abbildung
{\displaystyle C(\Sigma (X,x_{0}),(Y,y_{0}))\rightarrow C((X,x_{0}),\Omega (Y,y_{0})),\,f\mapsto {\tilde {f}}}
in der Kategorie der punktierten topologischen Räume, diese Abbildung ist mit punktierten Homotopien verträglich, induziert daher eine Bijektion zwischen den Mengen der Homotopieklassen. In diesem Sinne sind die Funktoren {\displaystyle \Omega } und {\displaystyle \Sigma } adjungiert.